# Rubroscirus reticulatus
Rubroscirus reticulatus är en spindeldjursart som först beskrevs av Bashir, Afzal och Syed Irtifaq Ali 2006.  Rubroscirus reticulatus ingår i släktet Rubroscirus och familjen Cunaxidae. Inga underarter finns listade i Catalogue of Life.